# ورونیکا هنری
ورونیکا هنری (انگلیسی: Veronica Henry; ۱۹۶۳ (۶۱–۶۲ سال) – ) نویسنده رمان‌های عاشقانه اهل بریتانیا است. از آثار این نویسنده که به فارسی ترجمه شده‌اند می‌توان به کتاب کشف عشق کنج یک کتابفروشی اشاره داشت. هِنری به خاطر نگارش کتاب یک شب در قطار سریع‌السیر شرق برنده جایزه انجمن رمان‌نویسان رمانتیک شد.